# Záhor
Záhor (in ungherese: Zahar) è un comune della Slovacchia facente parte del Distretto di Sobrance, nella regione di Košice. La prima notizia certa del paese risale al 1326.